# Гваци (Падова)
Гваци је насеље у Италији у округу Падова, региону Венето.
Према процени из 2011. у насељу је живело 154 становника. Насеље се налази на надморској висини од 10 м.